# Bosiljevo
Bosiljevo falu és község Horvátországban, Károlyváros megyében. Közigazgatásilag Beč, Bitorajci, Bosanci, Dani, Dugače, Fratrovci, Fučkovac, Glavica, Grabrk, Hrsina, Jančani, Johi, Kasuni, Korenić Brdo, Kraljevo Selo, Krč Bosiljevski, Laslavići, Lipovšćaki, Lisičina Gorica, Malik, Mateše, Milani, Novo Selo Bosiljevsko, Orišje, Otok na Dobri, Podrebar, Podumol, Potok Bosiljevski, Pribanjci, Rendulići, Resnik Bosiljevski, Sela Bosiljevska, Skoblić Brdo, Soline, Spahići, Strgari, Špehari, Umol, Varoš Bosiljevski, Vodena Draga, Vrhova Gorica és Žubrinci települések tartoznak hozzá.

## Fekvése
Károlyvárostól 22 km-re délnyugatra, az A1-es autópálya mellett fekszik.

## Története
A régészeti leletek tanúsága szerint Bosiljevo vidéke már ősidők óta lakott. Az ókorban római település állt itt, ezt bizonyítja a szomszédságában talált temető, melynek néhány köve a vár udvarán látható. A településnek és Szent Mór tiszteletére szentelt templomának első írásos említése Ivan goricai főesperesnek a zágrábi káptalan helyzetéről 1334-ben írott jelentésében történt. Birtokosa a 15. században a Bosiljevo nembeli Bartol (Bertalan) comes volt, majd még ebben a században a Frangepánok tržaci ágának birtoka lett. 1461-ben már az ő kezükön említik. Valószínűleg ebben az időben épült a vár magja a négyszögletes alaprajzú lakótorony, amely szerepel ma is a település címerében. Később épült az a kerek torony, amelyben a Szent Anna-várkápolna helyezkedik el. A Frangepánok akiknek birtokai a török által veszélyeztetett területen voltak a török elleni harcok élén álltak. 1543-ban, amikor a török Bosiljevo, Ribnik és Novigrad környékét fosztogatta a Frangepán Farkas vezette horvát sereg Gackánál utolérte, és szétverte őket. 1582 novemberében a török egészen Vinicáig perzselte fel a vidéket, amikor a Frangepánok csatára kényszerítették, majd még ugyanez év decemberben Bosiljevóig hatolt, amikor a károlyvárosi katonasággal vívtak véres csatát, melyben sok horvát is elesett. A következő évben a török újra elözönlötte Bosiljevo vidékét és Pribanjci falut felégette. A támadások hatására a Bosiljevo környéki falvak elnéptelenedtek, a lakosság nyugat felé, a Kulpa túloldalára menekült. Helyükre délről és keletről jöttek menekültek. 1645-ben a török ismét felégette a Bosiljevo környéki falvakat. 1671-ben Frangepán Ferenc Kristófot és Zrínyi Pétert felségárulás miatt Bécsújhelyen lefejezték, birtokaikat pedig elkobozták. Bosiljevo várát egy Károlyvárosból jött császári csapat teljesen kifosztotta, szinte mindent elvittek ami mozdítható volt. A kamara ezután Bosiljevo birtokát Erdődy III. Miklós horvát bánnak adta, majd házasság révén az Auspergereké lett. Ausperger gróf örökösei előbb Vojkovics Ignácnak adták át, majd miután visszakerült hozzájuk 1826-ban Laval Nugent császári tábornagynak adták el. A gróf nagy költséggel nyomban hozzálátott a középkori kinézetű vár modernizálásához, és sok értékes műtárggyal rendezte be. A vár a gróf legkedveltebb tartózkodási helye volt, itt is halt meg, 1862-ben. Bosiljevo a horvát nemzeti megújhodás és kulturális élet egyik központja lett. Nugent hívására az európai művészeti élet több kiválósága is megfordult itt. 1911-ben a vár Coszulich fiumei nagykereskedő tulajdona lett, aki teljes átépítésébe kezdett. A munkák során a kényelmi szempontok kerültek előtérbe, és a vár minden eredeti részlete megsemmisült.
1948-ban a Coszulich családtól, Marko Ukić és Ante Vlahov vásárolta meg, de a kommunista hatóságok rövidesen államosították. Ezután előbb idősek otthona, majd étterem és szálloda működött benne. A honvédő háború idején hadikórházzá alakították át.
2011-ben a falunak 63, a községnek összesen 1289 lakosa volt.

## Lakossága
| Lakosság változása | Lakosság változása | Lakosság változása | Lakosság változása | Lakosság változása | Lakosság változása | Lakosság változása | Lakosság változása | Lakosság változása | Lakosság változása | Lakosság változása | Lakosság változása | Lakosság változása | Lakosság változása | Lakosság változása | Lakosság változása |
| ------------------ | ------------------ | ------------------ | ------------------ | ------------------ | ------------------ | ------------------ | ------------------ | ------------------ | ------------------ | ------------------ | ------------------ | ------------------ | ------------------ | ------------------ | ------------------ |
| 1857               | 1869               | 1880               | 1890               | 1900               | 1910               | 1921               | 1931               | 1948               | 1953               | 1961               | 1971               | 1981               | 1991               | 2001               | 2011               |
| 0                  | 41                 | 42                 | 58                 | 73                 | 468                | 435                | 70                 | 64                 | 99                 | 92                 | 77                 | 79                 | 114                | 67                 | 63                 |

## Nevezetességei
- Bosiljevo várkastélya[4] a falutól délnyugatra emelkedő sziklás magaslat oldalában található. A falutól és templomától egy szűk völgy választja el. Magát a várat egy olyan kősziklára építettek, melynek az északkeleti oldala meredeken zuhan az alatta fekvő síkságon csordogáló kis patakhoz. A Frangepánok középkori várából mára szinte semmi sem maradt, mert a 19. század első felében és a 20. század elején kényelmi szempontok alapján alapjaitól átépítették. A várnak háromszögletes udvara van, melyet délen és nyugaton magas védőfalak határolnak. A keleti oldalon, ahol a régi várkapu elhelyezkedett a falak sokkal alacsonyabbak. Ma a várba a déli oldalról átvezető kapun lehetne bejutni, ha nem lenne lezárva, ugyanis nem látogatható. A vár magja, egyben legrégibb része a négyszögletes lakótorony, mely bár átalakítva a középkori várból maradt meg. Itt volt a börtön és az őrség szálláshelye. Tőle jobbra áll a háromszintes várpalota, melyet nagyrészt Nugent gróf idejében építettek. Balra egy loggiával ellátott kétszintes épület áll, melynek első emeletéről egy oszlopcsarnok tetején kialakított teraszra lehet kijutni. A sziklára támaszkodó keleti oldalon kevés régi részlet maradt fenn. Itt található a kápolnatorony, melyben a Szent Anna tiszteletére szentelt várkápolna került kialakításra. A tornyot később egy terasszal és egy melléképülettel bővítették. Ebben a részben helyezkedhetett el a régi forrásokban említett domonkos rendi kolostor. A várpalota és a kápolnatorony közötti épületeket időközben lebontották. A megmaradt épületek is siralmas állapotban vannak, sok helyen a helyiségek mennyezete is beszakadt. A régi berendezésnek nyoma sincs.
- A kastély közvetlen közelében található húszholdas parkot 1974-ben védetté nyilvánították. Több száz éves famatuzsálemek is állnak még itt. A várkastély alatt egy patak forrása található, de valaha itt egy hatalmas tó is volt, amely mára elmocsarasodott.
- Szent Mór tiszteletére szentelt plébániatemploma[5] középkori eredetű, a 14. században már állt. Mai formájában 1903-ban épült. Egyhajós, latin kereszt alaprajzú templom két oldalsó sokszög záródású kápolnával, ötoldalú szentéllyel, a szentély melletti sekrestyével és a homlokzat síkjában emelkedő harangtoronnyal. A templom a vár alatti völgyben, egy temetőben található. A hajótér nyitott fatetővel rendelkezik, a profilozott konzolokon fekvő festett gerendákkal. A homlokzatokat a historizmus időszakára jellemző építészeti elemekkel alakították ki. A templom neo stílusú leltárral van felszerelve, köztük az 1908-ból származó főoltár Juraj Posilović érsek ajándéka.
- A közeli Gradišćén 1531-ben Frangepán Farkas domonkos kolostort alapított. Ma itt egy 1756 körül barokk stílusban épített Szűz Mária-kápolna áll. Gótikus Madonna-szobra 1470 körül készült.

## Híres emberek
- Itt született 1643. március 4-én Frangepán Ferenc Kristóf (Fran Krsto Frankopan) költő és hadvezér, a Wesselényi-összeesküvés egyik vezetője, Zrínyi Péter sógora. A család utolsó férfi tagja.